# گیش طلایی
گیش طلایی (نام علمی: Gnathanodon speciosus) نام یک گونه از تیره گیش‌ماهیان است.